# Prosopantrum dasyura
Prosopantrum dasyura är en tvåvingeart som beskrevs av Edwards 1933. Prosopantrum dasyura ingår i släktet Prosopantrum och familjen myllflugor. Inga underarter finns listade i Catalogue of Life.